# 半岛铁路支线高架桥
半岛铁路支线高架桥（英文：Peninsula Subdivision Trestle）是“半岛铁路支线”上的一座铁路高架桥，位于美国弗吉尼亚州里士满市，由CSX运输所有。

## 简介
自北端终点起，该桥先是上跨东马歇尔街（East Marshall Street）和东大直街（East Broad Street），之后通过里士满大街车站（Richmond Main Street Station）。再上跨东大街（East Main Street）、东卡里街（East Cary Street）、南十七道街（South 17th Street）和码头街（Dock Street）。而后在Rivanna Junction与里凡纳铁路支线高架桥（Rivanna Subdivision Trestle）相连。在这之后的一段与詹姆斯河平行，过里士满烟厂（Tobacco Row, Richmond）后上跨“诺福克南方铁路”所属的铁路线、再次上跨码头街（Dock Street），而后上跨梨街（Pear Street），最后再次上跨东大街（East Main Street）后再经过一段距离后到达南端终点，转为地面线。